# 军屯镇 (故城县)
军屯镇，是中华人民共和国河北省衡水市故城县下辖的一个乡镇级行政单位。

## 行政区划
军屯镇下辖以下地区：
军屯村、贾庄村、牛庄村、军王庄村、胡官屯村、刘行杖村、王行杖村、高行杖村、赵庙村、刘庙村、关庙村、杨寺村、庄科村、小辛庄村、大辛庄村、大王里村、小王里村、徐里村、张里村、赵里村和丁里村。